# Shibapan
Shibapan (kinesiska: 十八盘, 十八盘乡) är en socken i Kina. Den ligger i provinsen Henan, i den centrala delen av landet, omkring 140 kilometer sydväst om provinshuvudstaden Zhengzhou. Antalet invånare är 16751. Befolkningen består av 8 161 kvinnor och 8 590 män. Barn under 15 år utgör 22,0 %, vuxna 15-64 år 67 %, och äldre över 65 år 9,0 %.
Genomsnittlig årsnederbörd är 872 millimeter. Den regnigaste månaden är juli, med i genomsnitt 151 mm nederbörd, och den torraste är december, med 5 mm nederbörd.